# جزر القمر في الألعاب البارالمبية الصيفية 2016
كان من المقرر أن تتنافس جزر القمر في دورة الألعاب البارالمبية الصيفية 2016 في ريو دي جانيرو بالبرازيل في الفترة من 7 سبتمبر إلى 18 سبتمبر 2016.

## خلفية
شاركت جزر القمر لأول مرة في الألعاب البارالمبية في دورة الألعاب البارالمبية الصيفية 2012 قبل أربع سنوات في لندن. وقد أقيمت دورة الألعاب البارالمبية الصيفية 2016 في الفترة من 7 إلى 18 سبتمبر 2016، وشارك فيها ما مجموعه 4328 رياضيًا يمثلون 159 لجنة بارالمبية وطنية. ولم يتمكن فريق جزر القمر من الحضور إلى الألعاب.

## تصنيفات الإعاقة
يتم تصنيف إعاقة كل مشارك في الألعاب البارالمبية إلى واحدة من خمس فئات للإعاقة وهي: البتر قد تكون الحالة خلقية أو ناجمة عن إصابة أو مرض. والشلل الدماغي رياضيو الكراسي المتحركة غالبًا ما يكون هناك تداخل بين هذه الفئات وفئات أخرى. وضعف البصر بما في ذلك العمى ليسأوتريس وأي إعاقة جسدية لا تندرج بشكل صارم تحت إحدى الفئات الأخرى، على سبيل المثال التقزم أو التصلب المتعدد. ولكل رياضة بارالمبية تصنيفاتها الخاصة والتي تعتمد على المتطلبات البدنية المحددة للمنافسة. حيث يتم منح الأحداث رمزًا مكونًا من أرقام وحروف ويصف نوع الحدث وتصنيف الرياضيين المتنافسين. تقسم بعض الرياضات مثل ألعاب القوى الرياضيين حسب فئة وشدة إعاقتهم، بينما تجمع رياضات أخرى مثل السباحة المتنافسين من فئات مختلفة معًا ويكون الفصل الوحيد على أساس شدة الإعاقة.

## سباحة
الرجال
| رياضي       | الأحداث             | تسخينات | تسخينات | أخير     | أخير     |
| رياضي       | الأحداث             | وقت     | رتبة    | وقت      | رتبة     |
| ----------- | ------------------- | ------- | ------- | -------- | -------- |
| أحمدا حساني | 50 متر سباحة حرة S9 | لم تبدأ | لم تبدأ | لم يتقدم | لم يتقدم |